# Rachel Corrie
Rachel Corrie, née le 10 avril 1979 à Olympia, est une militante pacifiste américaine membre de l'International Solidarity Movement. Elle est tuée le 16 mars 2003 dans la bande de Gaza, durant la Seconde Intifada, par un bulldozer israélien à proximité duquel elle manifestait.
L'armée israélienne affirme que sa mort est due à un accident, tandis que des militants pacifistes présents sur place et des témoins palestiniens accusent l'armée israélienne de l'avoir tuée délibérément. Un documentaire de la BBC confirme la version selon laquelle le conducteur a délibérément tué la jeune américaine.

## Biographie
Rachel Corrie naît le 10 avril 1979 à Olympia, dans l’État de Washington aux États-Unis. 

Elle commence à militer pour la paix après les attentats du 11 septembre 2001.

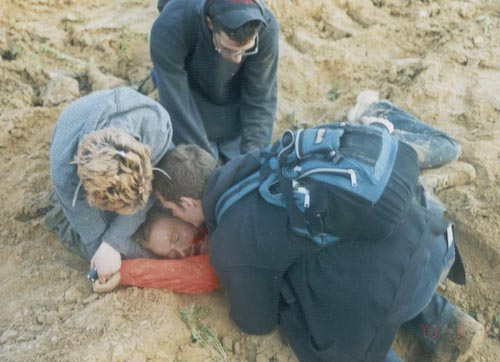
Rachel Corrie, blessée, gisant sur le sol.

Étudiante de 23 ans à Olympia, Rachel Corrie part fin janvier 2003 pour les territoires palestiniens occupés. Elle s'installe à Rafah, dans la bande de Gaza, hébergée par des habitants locaux. La Seconde Intifada est en cours, et l'armée israélienne procède à des bombardements et des démolitions de maisons en représailles contre les attentats commis sur le sol israélien. Prenant conscience de la réalité palestinienne, elle écrit à sa famille : « Je suis en Palestine depuis deux semaines et une heure, et les mots me manquent encore pour décrire ce que je vois. Je ne sais pas si beaucoup d'enfants ici ont jamais vécu sans voir des trous d'obus dans leurs murs et les miradors d'une armée d'occupation les surveillant constamment depuis les proches alentours ». 
Corrie rejoint un groupe de volontaires américains et britanniques de l'International Solidarity Movement (ISM) qui se positionnent entre la population palestinienne et les tanks, les bulldozers ou les snipers de l'armée israélienne. Ces volontaires estiment que leur nationalité occidentale leur offrira une plus grande protection que les militants palestiniens et que leur vie n'est pas en danger.
Rachel Corrie pénètre dans une zone sous contrôle militaire et se fait écraser le 16 mars 2003 par un bulldozer Caterpillar D9 de l'armée israélienne à Rafah, dans la bande de Gaza. D'après ISM, elle essayait avec d'autres membres d'ISM d'arrêter la démolition de la maison d'un médecin palestinien. Le bulldozer de l'armée israélienne ne voulant pas s'arrêter, alors que la militante se trouvait devant, a poussé les gravats devant lui, ce qui a écrasé Rachel Corrie.
Rachel Corrie devient la première volontaire étrangère tuée dans la bande de Gaza par l'armée israélienne.

## Circonstances de sa mort
Selon le rapport d'enquête de l'armée israélienne, Rachel Corrie a été tuée par un bulldozer israélien qui l'a écrasée alors qu'elle l'empêchait de détruire une maison palestinienne. Selon son porte-parole, le conducteur de l’engin ne l’aurait pas vue, car elle était dans un angle mort. L'enquête menée par Tsahal reproche aux militants d'ISM d'avoir eu un « comportement illégal et irresponsable » ayant contribué à la mort de Corrie. 
Des membres d'ISM présents sur les lieux contestent la version des faits et affirment que le conducteur du bulldozer l'aurait écrasée à deux reprises. Le conducteur l'a délibérément tuée selon eux. La jeune femme s'était placée face à l'engin, dans le but de se faire voir par le conducteur et ainsi l'inciter à ne pas poursuivre son chemin vers la démolition. Des photographies qu'ils ont prises ce jour-là semblent confirmer leur version selon Le Monde.
Dreg Sha, l'un des volontaires présent sur les lieux et dont les propos ont été confirmés par d'autres témoins, décrit comme suit les circonstances de la mort de la militante pacifiste : « Rachel a tenu tête au bulldozer seule parce qu'elle connaissait cette famille et parce qu'elle pensait que son action était juste. S'approchant de plus en plus de Rachel, le bulldozer a commencé à pousser la terre sous ses pieds. A quatre pattes, elle essayait de rester au sommet de la pile qui ne cessait de monter. A un moment elle s'est retrouvée assez haut, presque sur la pelle. Suffisamment près pour que le conducteur puisse la regarder dans les yeux. Puis elle a commencé à s'enfoncer, avalée dans la terre sous la pelle du bulldozer. Le bulldozer n'a pas ralenti, ne s'est pas arrêté. Il a continué à avancer, pelle au niveau du sol, jusqu'à lui passer sur tout le corps. Alors il s'est mis en marche arrière, la pelle toujours au sol, et lui est repassé dessus. Rachel gisait sur le sol, tordue de douleur et à moitié enterrée. Sa lèvre supérieure déchirée saignait abondamment. Elle ne put que dire 'je me suis cassé le dos'. Après ça elle n'arriva plus à dire son nom ni même à parler. (...) Mais on pouvait voir son état se détériorer rapidement. Des signes indiquant une hémorragie interne à la tête apparurent bientôt. Après environ un quart d'heure des brancardiers sont arrivés et l'ont emmenée à l'hôpital. »
Peu après son écrasement, Rachel Corrie est emmenée par des brancardiers ; elle meurt à l'hôpital Mohammed Yousef El-Najar des suites de ses blessures.

## Procédures judiciaires
L'armée israélienne mène une enquête et rend un rapport peu après la mort de Rachel Corrie. Le dossier est clos par le procureur général militaire en 2003. Les parents de Rachel Corrie intentent un procès à l'État d'Israël en 2010. Un soldat présent sur place témoigne lors du procès que de multiples avertissements et sommations de quitter les lieux ont été lancés aux militants d'ISM, mais que Rachel Corrie s'était cachée sous un talus ; le conducteur affirme ne pas l'avoir vue et avoir avancé son bulldozer. Le 28 août 2012, le tribunal d'Haïfa rend son jugement. Le juge considère que la mort de Rachel Corrie n'a pas été causée par une faute de l'État mais qu'il s'agit d'un accident et que par conséquent l'État n'est pas responsable. 
Les parents de Rachel portent plainte aux Etats-Unis contre Caterpillar qu'ils accusent d'avoir fournis des bulldozers malgré le fait qu'ils soient utilisés pour promouvoir « une politique que les plaignants considèrent comme contraire au droit international », mais cette demande est rejetée. En 2017, des médias révèlent que Caterpillar avait engagé des détectives privés pour espionner la famille Corrie,. 

## Hommages

### Chansons
Plus de trente chansons ont été écrites en dédicace à Rachel Corrie depuis 2003 par des musiciens aussi variés que Patti Smith, Joe Bocan, Alice Shields, Mike Stout, Billy Bragg, Philip Munger, David Rovics, Christy Moore, Jim Page, Dawud Wharnsby, Elizabeth Hummel avec Carl Dexter, Valerie Webb avec Paul LaBrecque, Ben Ellis avec Lawrence Williams et les groupes Klimt 1918, Ten Foot Pole, The Can Kickers, Project Qua Project et Casa del vento.
En 2004, le compositeur alaskien Philip Munger écrit une cantate sur Rachel Corrie intitulée The Skies are Weeping, créée le 27 avril à l'Université d'Alaska à Anchorage, où Munger enseigne. Quelques-uns ont protesté contre le spectacle, dont des Juifs, et un forum s'est tenu, animé par Munger et un rabbin local, qui décrit l'œuvre comme à la limite de l'antisémitisme car Rachel Corrie travaillait avec des Palestiniens et qu'en conséquence, cela « rendait le terrorisme romantique ». Munger a plus tard raconté avoir reçu des mails de menaces, ainsi que certains de ses étudiants. La cantate a également été jouée au Hackney Empire theatre à Londres, à partir du 1er novembre 2005.
En 2006, l'Australien Ben Ellis a écrit Blindingly Obvious Facts, une fugue de dix minutes, composée à partir de textes « hideux » trouvés sur des blogs de droite discutant de la mort de Rachel Corrie. Elle a été jouée lors de la saison 2007 de Melbourne, puis remixée début 2008 par Lawrence Williams.
La chanson Rachel du trio américain Bastard Noise, sur l'album Skulldozer, est un hommage à Rachel Corrie.

### Théâtre
Début 2005, My Name is Rachel Corrie (« Je m'appelle Rachel Corrie »), une pièce inspirée des journaux de Rachel Corrie et des emails  qu'elle a envoyés de Gaza, et dirigée par l'acteur britannique Alan Rickman, est jouée à Londres, puis à nouveau en octobre 2005. La pièce est également programmée au New York Theatre Workshop, mais quand la pièce est reportée sine die, les producteurs anglais dénoncent une « censure » et retirent le spectacle. Elle est finalement jouée à Broadway à partir du 15 octobre 2006, pour 48 représentations. La même année, My Name is Rachel Corrie est jouée au Pleasance lors du Edinburgh (Fringe) Festival. La pièce a aussi été publiée et jouée dans dix pays dans le monde, dont Israël.

### Films
En 2003, la chaîne British Channel 4, Sandra Jordan, reporter au journal The Observer, et le producteur Rodrigo Vasquez font un documentaire diffusée en juin 2003 sur Channel 4 intitulé Killing Zone, sur la violence croissante dans la bande de Gaza. Jordan dit à ce sujet : « Il y avait beaucoup d'intérêt en Grande-Bretagne et dans le monde sur ce qui était arrivé à Rachel, et j'ai été très déçue qu'aucun journaliste d'investigation américain sérieux n'ait traité sérieusement de l'histoire de Rachel, ou ne se soit questionné ou ait remis en cause la version de l'armée israélienne ».
En 2005, la BBC produit un documentaire de 60 minutes, When Killing is Easy ou Shooting the Messenger, Why are foreigners suddenly under fire in Israel? (« Quand tuer est facile : pourquoi les étrangers sont-ils soudainement pris pour cibles en Israël ? »), décrit comme « un examen méticuleux » du tir ayant tué James Miller, « cameraman britannique avec une grande expérience des tournages en zones de guerre », tir venant de soldats israéliens, en mai 2003 ; le tir sur l'étudiant en photographie britannique Tom Hurndall « lorsqu'il essaya de secourir un enfant palestinien de projectiles israéliens » en avril 2003 et la mort de la « militante pacifiste américaine » Rachel Corrie après « qu'elle a été écrasée par un bulldozer israélien » en mars 2003, tout en essayant de répondre à la question : « Les violences sont-elles des actes dus au hasard, ou représentent-elles une habitude de tuer en toute impunité qui est sanctionnée par les échelons supérieurs de l'armée israélienne ? »
En 2005 Yahya Barakat, qui enseigne la production télévisuelle, le cinéma et la réalisation à l'université al-Qods, tourne un documentaire en arabe sous-titré en anglais, intitulé Rachel Corrie – Une conscience américaine.
En 2009, le documentaire Rachel, réalisé par Simone Bitton, détaille les circonstances de la mort de Rachel Corrie.

### MV Rachel Corrie
Un des bateaux engagés dans la flottille Free Gaza, le MV Rachel Corrie, porte son nom.